# Nimetazepam
Nimetazepam (được bán dưới tên thương hiệu Erimin và Lavol) là một loại thuốc thôi miên có tác dụng trung gian là một dẫn xuất của benzodiazepine. Nó lần đầu tiên được tổng hợp bởi một nhóm tại Hoffmann-La Roche vào năm 1962. Nó sở hữu tính chất thôi miên, giải lo âu, an thần và cơ xương. Nimetazepam cũng là một thuốc chống co giật. Nó được bán trong 5   viên nén mg được gọi là Erimin và Lavol. Nó thường được quy định để điều trị ngắn hạn chứng mất ngủ nghiêm trọng ở những bệnh nhân khó ngủ hoặc duy trì giấc ngủ. Nhà sản xuất toàn cầu duy nhất của Nimetazepam (Sumitomo Nhật Bản) đã ngừng sản xuất Erimin kể từ đầu tháng 11/2015. Bệnh nhân được kê đơn Erimin đang được chuyển sang Lavol và các thuốc thôi miên khác, ví dụ estazolam, nitrazepam, flunitrazepam, v.v.

## Dược động học
Được sử dụng qua đường uống, Nimetazepam có sinh khả dụng rất tốt với gần 100% được hấp thụ từ ruột. Đây là một trong những thuốc uống benzodiazepin hấp thu nhanh nhất và tác dụng nhanh nhất và tác dụng thôi miên thường được cảm nhận trong vòng 15-30 phút sau khi uống. Sự suy giảm nồng độ trong máu của thuốc mẹ là hai pha với thời gian bán hủy ngắn, dao động trong khoảng từ 0,5-0,7 giờ và thời gian bán hủy từ 8-26,5 giờ (trung bình 17,25 giờ).  Đây là đồng phân N-methylated của nitrazepam (Mogadon, Alodorm), mà nó được chuyển hóa một phần. nitrazepam có thời gian bán hủy dài, do đó tác dụng của liều lặp lại có xu hướng tích lũy.

## Sử dụng giải trí
Có nguy cơ lạm dụng và phụ thuộc ở cả bệnh nhân và người dùng không dùng thuốc của Nimetazepam. Các đặc tính dược lý của Nimetazepam như liên kết ái lực cao, hiệu lực cao, tác dụng ngắn đến trung gian và có tác dụng nhanh chóng làm tăng khả năng lạm dụng Nimetazepam. Sự phụ thuộc về thể chất và hội chứng cai nghiện của Nimetazepam cũng làm tăng thêm tính chất gây nghiện của Nimetazepam.
Nimetazepam có một danh tiếng đặc biệt ở Đông Nam Á về mục đích giải trí, với mức giá khoảng 7 USD mỗi tab, và đặc biệt phổ biến trong số những người nghiện amphetamines hoặc opioids. Người nghiện chất kích thích không có cơ chế đối phó lành mạnh do bản chất nghiện, gây mất ngủ, trầm cảm và kiệt sức. Ngoài ra, Nimetazepam có tác dụng chống trầm cảm và giãn cơ. Nimetazepam cũng có tác dụng ức chế cai thuốc và tìm kiếm thuốc thấp hơn so với nitrazepam ở khỉ rhesus (Macaca Mulatta). có thể giúp người nghiện kích thích vượt qua các triệu chứng cai nghiện.

## Lạm dụng ma túy
Nimetazepam nổi tiếng là đặc biệt bị lạm dụng (được gọi là 'Happy 5', được bán dưới dạng thay thế thuốc lắc mà không bị nôn nao). Mặc dù vẫn là một loại thuốc lạm dụng đáng kể ở một số quốc gia châu Á như Nhật Bản và Malaysia, Nimetazepam vẫn bị hạn chế về mặt pháp lý ở Malaysia và do sự khan hiếm của nó, nhiều máy tính bảng được bán trên thị trường chợ đen trên thực tế là thuốc giả có chứa các loại thuốc benzodiazepine khác như diazepam hoặc nitrazepam thay thế.